# Ferrero SpA
Ferrero SpA je ime poznate talijanske prehrambene industrije.

## Povijest
Tvrtku je osnovao Pietro Ferrero 1946. godine u Albi (Italija). Godine 1946. Pietro Ferrero je napravio kremu od lješnjaka i kakaovca, koja se zove Gianduja te se još naziva i Giandujot ili Pasta Gianduja. Proizvod je bio proizveden od ploče kakaa i lješnjaka, omotan u aluminijsku foliju i lijepo izrezan nožem. Proizvod je postao verzija Superkreme.
U asistenciji svojeg brata Pietra Ferrera, Giovanni Ferrero je osnovao tvrtku, kako bi proizvod mogli plasirati na tržištu. Kasnije, Pietro Ferrero imenuje svog sina Michele Ferrera kao glavnog izvršnog direktora. 1964. godine, Michele i njegova žena Maria Franca dorađuju očev recept i novi proizvod nazivaju Nuttella. 
Nakon Drugog svjetskog rata, otvoren je novi tvornički pogon, a Nutella postaje vodeći svjetski čokoladni brand. Ferrero je danas najveći potrošač lješnjaka u svijetu, s potrošnjom od 25% proizvedenih lješnjaka u 2014. Tvrtku trenutno vodi Giovanni Ferrero, unuk Pietra Ferrera i sin Michele Ferrera.
Recept za Nutellu se čuva u strogoj tajnosti, a prema navodima tvrtke kako bi se zaštitili od industrijske špijunaže. Ferrero nikad nije održao konferenciju za tisak i ne dopušta posjete medija svojim pogonima. Ferrerovi proizvodi izrađeni su na strojevima koje je projektirao interni inženjerski odjel.
30. ožujka 2017. je objavljeno kako će Lapo Civiletti postati prvi glavni izvršni direktor u povijesti kompanije, koji nije član obitelji. Lapo Civaletti preuzima ulogu izvršnog direktora 1. srpnja, kada je Giovanni Ferrero postao izvršni direktor za dugoročno proširenje tvrtke.
16. siječnja 2018., objavljeno je da je Ferrero kupio Nestléov American confectionery business za $2.9 milijardi dolara. Dogovor ne utječe na sav koncern i ne uključuje KitKat ili the Toll House baking line.